# Michael Nyqvist
Rolf Åke Michael Nyqvist (Estocolmo, 8 de novembro de 1960 – Estocolmo, 27 de junho de 2017) foi um ator sueco, conhecido por interpretar Mikael Blomkvist na adaptação cinematográfica da trilogia Millennium, de Stieg Larsson. Tornou-se conhecido em seu país pelo papel do policial Beck, na primeira série de filmes de Beck em 1997. Também interpretou o vilão, (Kurt Hendricks), em Mission: Impossible – Ghost Protocol e em John Wick (como Viggo Tarasov).

## Vida pessoal
Michael nasceu em Estocolmo. Sua mãe era sueca e seu pai italiano, de Florença. Abandonado em um orfanato ainda bebê, ele foi adotado pouco tempo depois. Michael descreveu sua infância e sua vida como uma busca por seus pais biológicos em sua biografia Just After Dreaming (em sueco: När barnet lagt sig). Era casado com a cenógrafa Catharina Ehrnrooth e tinha dois filhos, Ellen e Arthur.
Aos 17 anos, fez um intercâmbio, em Omaha, Nebraska, onde teve as primeiras aulas de interpretação e trabalhou em suas primeiras peças de teatro, como Death of a Salesman, de Arthur Miller. Ao voltar para a Suécia, ele entrou em uma escola de balé, mas desistiu um ano depois. Sua ex-namorada lhe sugeriu que tentasse o teatro e aos 24 anos, foi aceito na Escola de Teatro de Malmö (Teaterhögskolan i Malmö), ligada à Universidade de Lund. Após se graduar em Artes, Nyqvist trabalhou especialmente no teatro, fazendo também pequenos papéis em produções de cinema e televisão.

## Carreira
Sua primeira grande performance viria em 2000, no filme Together, de Lukas Moodysson, que se passava nos anos 1970. O longa obteve projeção internacional, dando a Michael Nyqvist sua primeira indicação ao prêmio Guldbagge, de Melhor Ator. Em seguida, participou de uma comédia romântica, Grabben i graven bredvid ('O cara do túmulo ao lado'), de Kjell Sundvall, baseada no romance homônimo de Katarina Mazetti.
Nyqvist atraiu o interesse da mídia internacional ao desempenhar o papel de Mikael Blomkvist, no filme Män som hatar kvinnor (2009), primeira adaptação do  livro homônimo, de Stieg Larsson (1954-2004), e nas adaptações dos dois livros seguintes da trilogia Millennium, do mesmo autor: The Girl Who Played with Fire (em sueco: Flickan som lekte med elden) e The Girl who Kicked the Hornets' Nest (em sueco: Luftslottet som sprängdes).

## Morte
Michael Nyqvist morreu em 27 de junho de 2017, aos 56 anos, em consequência de um câncer de pulmão.

## Filmografia
| Ano       | Título                               | Título em português                                                                                                | Papel                      | Notas                                                                                                   |  |
| --------- | ------------------------------------ | --- | -------------------------- | --- |  |
| 1982      | Kamraterna                           | | O modelo                   | Filme para a TV                                                                                         |  |
| 1987      | Jim och piraterna Blom               | |                            | |  |
| 1990      | Pass                                 | |                            | Filme para a TV                                                                                         |  |
| 1996      | Sånt är livet                        | | Kalle Andersson            | |  |
| 1997      | Tic Tac                              | | Vinni                      | |  |
| 1997–1998 | Beck                                 | | John Banck                 | Série de televisão policial, 7 episódios                                                                |  |
| 1998      | Nightwalk                            | |                            | Curta-metragem                                                                                          |  |
| 1998      | Waiting for the tenor                | | O Diretor                  | |  |
| 1998      | Personkrets 3:1                      | | Karl-Erik                  | |  |
| 1999      | Breaking out                         | | Diego                      | |  |
| 1999      | En dag i taget                       | | Henrik                     | Série de TV                                                                                             |  |
| 2000      | 10:10                                | | Magnus                     | Curta-metragem                                                                                          |  |
| 2000      | Together                             | | Rolf                       | Guldbagge de melhor ator coadjuvante Prêmio do Festival Internacional de Cinema de Gijón de melhor ator |  |
| 2001      | Home Sweet Home                      | | Kent                       | |  |
| 2001      | Hans och hennes                      | |                            | |  |
| 2002      | Grabben i graven brevid              | | Benny                      | Guldbagge de melhor ator                                                                                |  |
| 2003      | Smala Sussie                         | | Mörka Rösten               | |  |
| 2003      | Detailjer                            | | Erik                       | |  |
| 2004      | Så som i himmelen                    | | Daniel Daréus              | Oscar de melhor filme estrangeiro Guldbagge de melhor ator                                              |  |
| 2004      | Day and night                        | | Jacob                      | Hugo de Prata de melhor elenco no Festival Internacional de Cinema de Chicago                           |  |
| 2004      | ABBA: Our Last Video Ever            | |                            | |  |
| 2005      | Shadow world                         | |                            | Curta-metragem                                                                                          |  |
| 2005      | Naboer                               | | Åke                        | |  |
| 2005      | Mother of mine                       | | Hjalmar Jönsson            | Guldbagge de melhor ator coadjuvante                                                                    |  |
| 2005      | Bang Bang Orangutang                 | | Sven Blomberg              | |  |
| 2005      | Wallander mastermind                 | | Lothar Kraftzcyk           | Série de TV baseada nos romances policiais de Henning Mankell, 1 episódio                               |  |
| 2006      | Search                               | |                            | |  |
| 2006      | Underbara älskade                    | | Lasse                      | |  |
| 2007      | Svarta nejlikan                      | | Harald Edelstam            | |  |
| 2007      | Arn: The Knight Templar              | br: Arn, O Cavaleiro Templário pt: Cavaleiro Templário                                                             | Magnus Folkesson           | |  |
| 2008      | Kautokeino-opprøret                  | | Lars Levi Laestadius       | |  |
| 2008      | Downloading Nancy                    | | Stan                       | |  |
| 2008      | Iscariot                             | | Masen                      | |  |
| 2009      | Män som hatar kvinnor                | br: Os Homens que Não Amavam as Mulheres pt: Millennium 1 - Os Homens que Odeiam as Mulheres                       | Mikael Blomkvist           | |  |
| 2009      | Flickan som lekte med elden          | br: A Menina que Brincava com Fogo pt: Millennium 2 - A Rapariga que Sonhava com uma Lata de Gasolina e um Fósforo | Mikael Blomkvist           | |  |
| 2009      | Bröllopsfotografen                   | | Ator de teatro             | |  |
| 2009      | Luftslottet som sprängdes            | br: A Rainha do Castelo de Ar pt: Millennium 3 - A Rainha no Palácio das Correntes de Ar                           | Mikael Blomkvist           | |  |
| 2010      | The Woman That Dreamed About a Man   | | Johan                      | |  |
| 2010      | Among Us                             | | Ernst                      | |  |
| 2010      | Kennedys Hirn                        | | Lars Hakansson             | Filme para a TV                                                                                         |  |
| 2010      | The Chinese Man                      | | Staffan                    | Adaptação para o cinema do romance O Homem de Pequim, de Henning Mankell                                |  |
| 2011      | Abduction                            | | Nikola Kozlow              | |  |
| 2011      | Mission: Impossible – Ghost Protocol | br: Missão Impossível: Protocolo Fantasma pt: Missão Impossível: Operação Fantasma                                 | Kurt Hendricks             | |  |
| 2013      | Europa Report                        | | Andrei Blok                | |  |
| 2014      | John Wick                            | br: De Volta ao Jogo pt: John Wick                                                                                 | Viggo Tarasov              | |  |
| 2014      | La Ritournelle                       | Um Amor em Paris                                                                                                   | Jesper                     | |  |
| 2015      | Colonia                              | Amor e Revolução                                                                                                   | Paul Schäfer               | Indicado para o Deutscher Filmpreis de melhor ator coadjuvante                                          |  |
| 2015      | The Girl King                        | A Jovem Rainha | Chanceler Axel Oxenstierna | |  |
| 2016      | Frank & Lola                         | Frank & Lola: Amor Obsessivo                                                                                       | Alan                       | |  |
| 2016      | I.T.                                 | Invasão de Privacidade                                                                                             | Henrik                     | |  |
| 2017      | Madiba                               | Madiba | Hendrik Verwoerd           | Minissérie para TV                                                                                      |  |
| 2017      | Hunter Killer                        | Hunter Killer | Cap. Sergi Andropoyov      | Lançamento póstumo                                                                                      |  |
| 2018      | Radegund                             | | Bispo Joseph Fliessen      | Em pós-produção                                                                                         |  |
| 2018      | Kursk                                | |                            | Em produção                                                                                             |  |